# Convenio sobre Sustancias Sicotrópicas
El Convenio sobre Sustancias Sicotrópicas de 1971 (también llamado Convención sobre Sustancias Psicotrópicas, Convención de 1971, o Convenio de Viena) es un tratado internacional de la Organización de las Naciones Unidas firmado en 1971, cuyo objetivo principal es sumarse a la Convención Única sobre estupefacientes de 1961 (que fiscaliza "estupefacientes") creando un mecanismo similar para la fiscalización de "sustancias sicotrópicas".
Junto con la Convención Única sobre Estupefacientes de 1961 y la Convención de las Naciones Unidas contra el Tráfico Ilícito de Estupefacientes y Sustancias Sicotrópicas de 1988, la Convención de 1971 conforma el sistema internacional de fiscalización de drogas vigente.

## Historia
El 21 de febrero de 1971 en una conferencia de plenipotenciarios en Viena se firmó esta nueva Convención que entró en vigencia el 16 de agosto de 1976.
En 2022, hay 184 naciones que forman parte del tratado. La JIFE indica que a esa fecha, "Los Estados que todavía no se han adherido a él son Guinea Ecuatorial, Haití, las Islas Cook, las Islas Salomón, Kiribati, Liberia, Nauru, Niue, Samoa, Sudán del Sur, Timor-Leste, Tuvalu y Vanuatu."
Muchas leyes han sido aprobadas para implementar la Convención, incluyendo la Psychotropic Substances Act de los Estados Unidos, la Misuse of Drugs Act 1971 del Reino Unido y la Controlled Drugs and Substances Act de Canadá. Como el tratado mismo, estos estatutos (leyes) suelen dividir las drogas en clases y programas distintos.
Las previsiones para terminar con el tráfico de drogas está recogida en esta Convención al igual que en la Convención de las Naciones Unidas contra el Tráfico de Estupefacientes y sustancias psicotrópicas. Este tratado, firmado en 1988, regula los químicos precursores para el control de drogas, realizado por la Convención Única y la Convención sobre Sustancias psicotrópicas. También fortalece las previsiones en contra del lavado de dinero y otros crímenes relacionados con drogas.
Adolf Lande, bajo la dirección de la Oficina de Asuntos Legales de las Naciones Unidas, preparó el Comentario a la Convención sobre sustancias psicotrópicas. El Comentario, publicado en 1976, constituye una ayuda invaluable para interpretar el tratado, así como una parte clave de su historia legislativa.

## Clasificación de las sustancias psicotrópicas
La convención clasifica las sustancias psicotrópicas en cuatro listas: Lista I, Lista II, Lista III y Lista IV.
La actualización de las listas se realiza con una votación de la Comisión de Estupefacientes de Naciones unidas a proposición del Comité de Expertos en Farmacodependencia de la Organización Mundial de la Salud. La Junta Internacional de Fiscalización de Estupefacientes (JIFE, en inglés International Narcotics Control Board - INCB) se encarga de publicar la Lista Verde, que contiene una versión actualizada de las drogas presentes en las listas de la Convención.

## Países firmantes
En su informe de 2021, la Junta Internacional de Fiscalización de Estupefacientes informa que "El Convenio de 1971 tiene 184 Estados partes. Los Estados que todavía no se han adherido a él son Guinea Ecuatorial, Haití, las Islas Cook, las Islas Salomón, Kiribati, Liberia, Nauru, Niue, Samoa, Sudán del Sur, TimorLeste, Tuvalu y Vanuatu."